# Tefnut
Tefnut (andre stavemåder Tefenet og Tefnet) er en egyptisk gudinde for vand og frugtbarhed.
Ifølge myten om hvordan hun blev født, blev hun skabt af Atums slim. I en anden version var det Shu, hendes bror, der blev skabt ved at Atum nyste en gang, og da hans hals skulle renses, blev Tefnut skabt.
Sammen med hendes bror Shu fik hun børnene Geb og Nut.
| Mytologi | Spire Denne artikel om mytologi er en spire som bør udbygges. Du er velkommen til at hjælpe Wikipedia ved at udvide den. |

- Wikimedia Commons har flere filer relateret til Tefnut